# Junge Liberale
Ej att förväxla med Junge Liberale Österreich.
Junge Liberale (förkortat JuLis) är ett liberalt tyskt ungdomsförbund. Ungdomsförbundet grundades 1980 med Hans-Joachim Otto som förste ordförande och är sedan 1983 det liberala partiet FDPs ungdomsförbund. Partiet blev 1990 det första politiska ungdomsförbundet i det förenade Tyskland. Den nuvarande ordföranden är Franziska Brandmann. Förbundet har drygt 13 000 medlemmar och finns representerat i alla Tysklands 16 förbundsländer.
Partiet är medlem i de internationella paraplyorganisationerna International Federation of Liberal Youth och Liberal Youth Movement of the European Community .